# Camponotus formiciformis
Camponotus formiciformis é uma espécie de inseto do gênero Camponotus, pertencente à família Formicidae.